# Суханова, Ирина Георгиевна
Ири́на Гео́ргиевна Суха́нова (род. 30 ноября 1980, Москва, СССР) — российская певица, актриса музыкального театра, выступающая в жанре оперетты. Почётный деятель искусств города Москвы (2021).

## Биография
В 1997 году окончила оперное отделение Колледжа музыкально-театрального искусства Галины Вишневской. В 2004 году завершила обучение в мастерской профессора Г. П. Ансимова на факультете музыкального театра ГИТИСа.
C 2011 — солистка Москонцерта. В репертуаре более 300 произведений разных вокальных жанров: арии из опер и оперетт, романсы, песни. Выступления Ирины Сухановой проходят на главных театрально-концертных сценах Москвы — в Большом зале Московской консерватории, в Кремлёвском дворце съездов, Московском международном доме музыки, концертном зале «Россия», в Московском мюзик-холле.
За активную концертную деятельность и творческую самоотдачу награждена более чем сотней благодарственных писем, дипломов и грамот, среди которых благодарность руководителя Департамента культуры Москвы (2014), Почётная грамота федеральной службы войск национальной гвардии РФ Росгвардии Российской Федерации (2018) и другие.

## Роли в театре
С 2011 года по настоящее время — ведущая актриса Московского музыкального театра «На Басманной».
- 2012 — Элиза Дулиттл (Ф. Лоу, «My Fair Lady»), Нинон (И. Кальман, «Фиалка Монмартра»,), Сюзон (Ж.Оффенбах, «Муж за дверью»)
- 2013 — Рита (Г. Доницетти, «Пиратский Треугольник»)
- 2014 — Вышневская (В. Фридман, «Как жить замужем» по пьесе А. Н. Островского «Доходное место»), Купава (Н. Римский-Корсаков, опера «Снегурочка»), Миранда (А. Алябьев, «Буря»).
- 2015 — Багатель (Ж. Оффенбах, «Багатель»)
- 2017 — Донна Люсия д’Альвадорес (А. Бараев, «Здравствуйте, я ваша тетя!»)
- 2018 — Анна Главари (Ф. Легар, оперетта «Веселая вдова» / «Визит миллионерши»). Режиссёр Вячеслав Иванов. Антреприза артистов московских музыкальных театров.
- 2019 — Сильва (И. Кальман, «Сильва»)
- 2022 — Нина Чавчавадзе/Грибоедова («Неизвестный Вальс Грибоедова»), музыкальный перфоманс специально для XXIX Всероссийского грибоедовского праздника в усадьбе Хмелита. Режиссер-постановщик Иван Фадеев.
- 2022 Муза («Виват, Нахимов!»), музыкальный перфоманс специально для XX Всероссийского Нахимовского праздника в честь 220-летия П. С. Нахимова. Режиссер-постановщик Иван Фадеев. Специально для музея-усадьбы А. С. Грибоедова «Хмелита».

## Лауреат конкурсов
- Лауреат II премии в номинации «оперетта» V Международного конкурса молодых артистов оперетты и мюзикла им. В. А. Курочкина[3] (Екатеринбург).
- Лауреат III премии VI Международного конкурса «Музы Мира»[4] (Москва),
- Дипломант V и VI Международных конкурсов молодых солистов оперетты «ОпереттаLand»[5] (Москва),
- Лауреат II премии Международного Вокального фестиваля-конкурса «Золотой голос России» (Москва)
- Лауреат III премии X Юбилейного Московского Открытого конкурса исполнителей русского романса «Романсиада без границ-2015» (Москва)[6].

## Критические отзывы
Все, кто видит Ирину Суханову на сцене, ощущают примерно то же, о чем сказал однажды Олег Павлович Табаков, заметив ее в школьном спектакле: «вот это — настоящая актерская энергия!». Ее энергия долетает до галерки Московской оперетты и Свердловской музкомедии, как это было во время международных состязаний «ОпереттаLand» и Конкурс им. В. А. Курочкина. Дипломы и лауреатские звания Ирины Сухановой тогда констатировали очевидное: в музыкальном театре появилась новая героиня.

Светлана Потемкина «Музыкальные сезоны», 13 января 2018
Ее голос по праву называют феноменальным. А саму актрису уникальной исполнительницей несовременного жанра оперетты. 30 марта на концерте Ирины Сухановой в «Меридиане» оказалось, что ее голосу и притягательной актерской харизме подвластно гораздо больше известного о ней до сих пор.

Светлана Конюхова «Музыкальные сезоны» 2 апреля 2019
«Красавица и с голосом» — вспоминают о ней эксперты театральных премий. «Настоящая прима» — резюмируют рецензенты. «Она рождена, чтобы танцевать» — констатируют хореографы. «Как перфекционистка она репетирует до победного, но на сцене все равно сделает так, как подскажет ей чутьё» — рассказывают её партнёры. «Счастье наблюдать её на сцене: радуешься каждому её жесту, каждому повороту головы — настолько они органичны» — делятся наблюдениями художники.

«Музыкальный журнал» № 4, апрель, 2020
Гордость Москонцерта, обладательница уникального по красоте тембра, Ирина Суханова служит в этой старейшей организации культуры столицы десять лет. Этот негласный юбилей и стал поводом для события, всколыхнувшего размеренную и чинную жизнь Москонцерта.

Объемное сопрано с грудными бархатными обертонами, яркая артистическая индивидуальность позволяют певице исполнять и классику, и эстраду. // Елена Федоренко Бенефис Ирины Сухановой в Москонцерте: важно ли быть несерьезной? «Культура» 24 мая 2021 года
Те, кто знаком с немногочисленными свидетельствами о Нине Чавчавадзе, с удивлением отмечали, что артистка Москонцерта Ирина Суханова, пленившая своим голосом и для многих в этот день ставшая откровением, точь-в-точь соответствует описаниям исторического образа // Александр Успенский Грибоедовский вальс в Хмелите «Про искусство». 24 мая 2022.

## Публикации
- Кого волнует Гервшин // Музыкальный клондайк 18.07.2023
  - Нахимов и другие герои перформанса // Музыкальный журнал 11.07. 2022
- В смоленской Хмелите провели всероссийский грибоедовский праздник // ГТРК Смоленск 24 мая 2022
- Грибоедовский вальс в Хмелите // Александр Успенский о музыкальном перформансе «Неизвестный вальс Грибоедова» 24 мая 2022 года
- Бенефис Ирины Сухановой в Москонцерте: важно ли быть несерьезной? // Елена Федоренко о бенефисе актрисы. «Культура», 24 мая 2021[9]
- Бахрушинский открыл долгожданный театрально-концертный сезон
- Сильва как operetta-extravaganza/ О премьере в Доме Музыки
- Первые фиалки на сцене Татарского оперного // О гастролях театра в Казани 25-26 декабря 2019
- Ирина Суханова или Как важно быть несерьезной //Светлана Конюхова о творческом вечере актрисы в «Меридиане» 30 марта 2019
- «Раздеваешься и выходишь на сцену...» [Текст] / Ирина Суханова: беседовала Светлана Потемкина // Музыкальные сезоны 13.01.2018
- Из Дома актера в другой Меридиан // о фотопроекте в Доме актера декабрь 2018
- «Дело в шляпе» // Юный художник, сентябрь 2018
- Через Париж, Нью-Йорк и Лондон — в Дом актера // О фотопроекте «Театральное путешествие» в Доме актера декабрь 2018
- «Петроградцы побывали на спектаклях…» \\ О гастролях театра в Петербурге. 28.04.2018
- Об участии в концерте памяти Людмилы Рюминой
- Театральный вернисаж в Доме актера // Об участии театра в проекте «От эскиза до спектакля» март 2018
- В честь Международного Дня театра // о выступлении на открытии выставки в Доме актера март 2018
- Пигмалион современного танца и 15-летие «Леди» // О спектакле «My FAir Lady» февраль 2018
- «Особое отношение к Кальману». Интервью // «Музыкальный журнал», №½ (январь—февраль). 2018 год.
- Если ты героиня, то должна излучать спокойствие и достоинство [Текст] / Ирина Суханова; беседовал Дмитрий Морозов // Музыкальная жизнь. — 2013. — № 6.